# 萨尼贝尔 (佛罗里达州)
萨尼贝尔（英語：Sanibel），是美国佛罗里达州李縣下属的一座城市。建立于1974年。面积约为85.9平方公里（约合33.2平方英里）。根据2010年美国人口普查，该市有人口6,469人，在本州排行第190。